# Shepparton
Shepparton – miasto w Australii, w stanie Wiktoria nad rzeką Goulburn, położone 184 km na północ do Melbourne. Około 44 tys. mieszkańców. 
Miasto zostało założone w miejscu przeprawy przez rzekę Goulburn na szlaku poszukiwaczy złota wiodącym ze złotonośnych pól Bendigo w kierunku Beechworth.

## Linki zewnętrzne

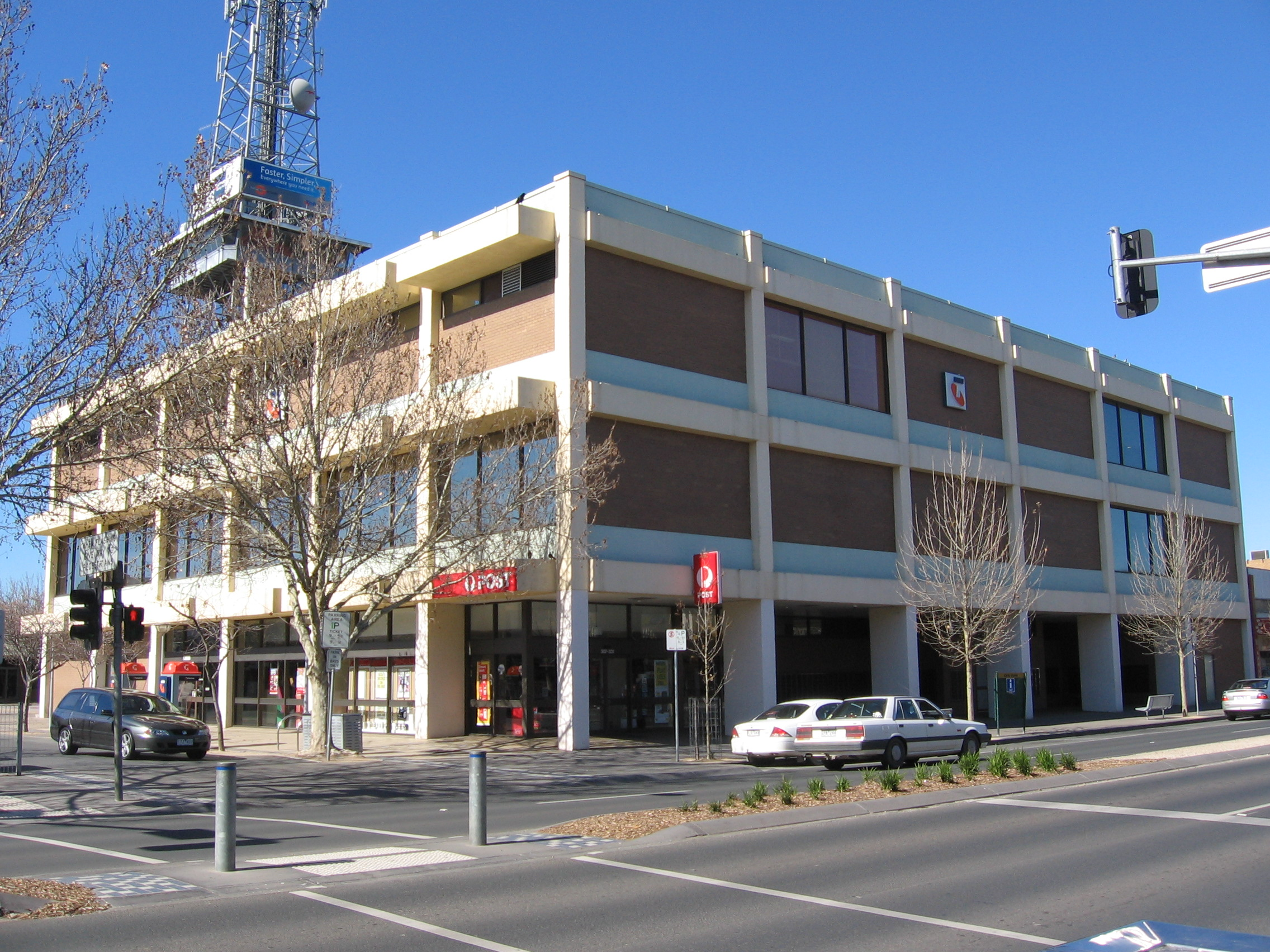
Urząd pocztowy
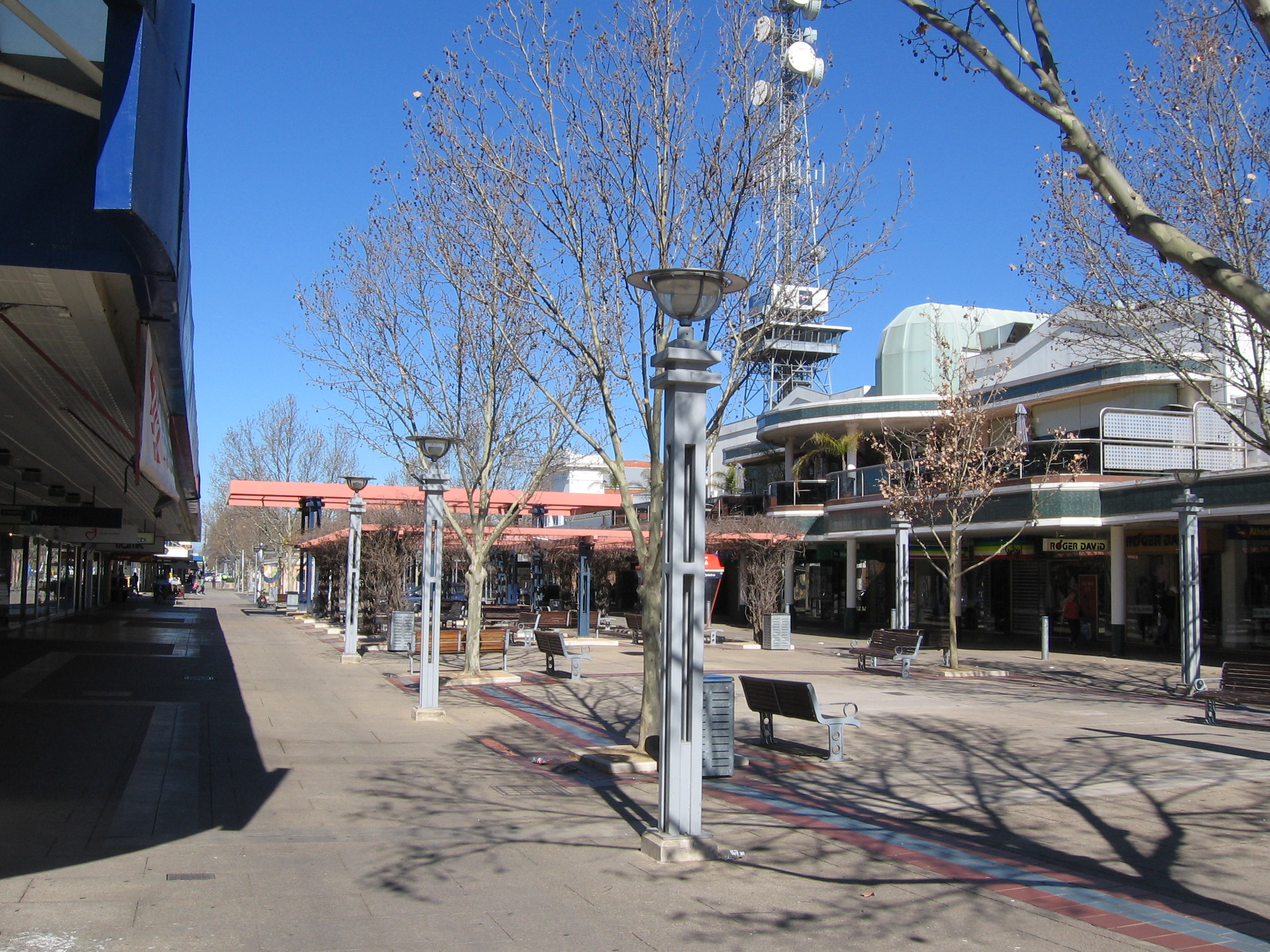
Maude Street
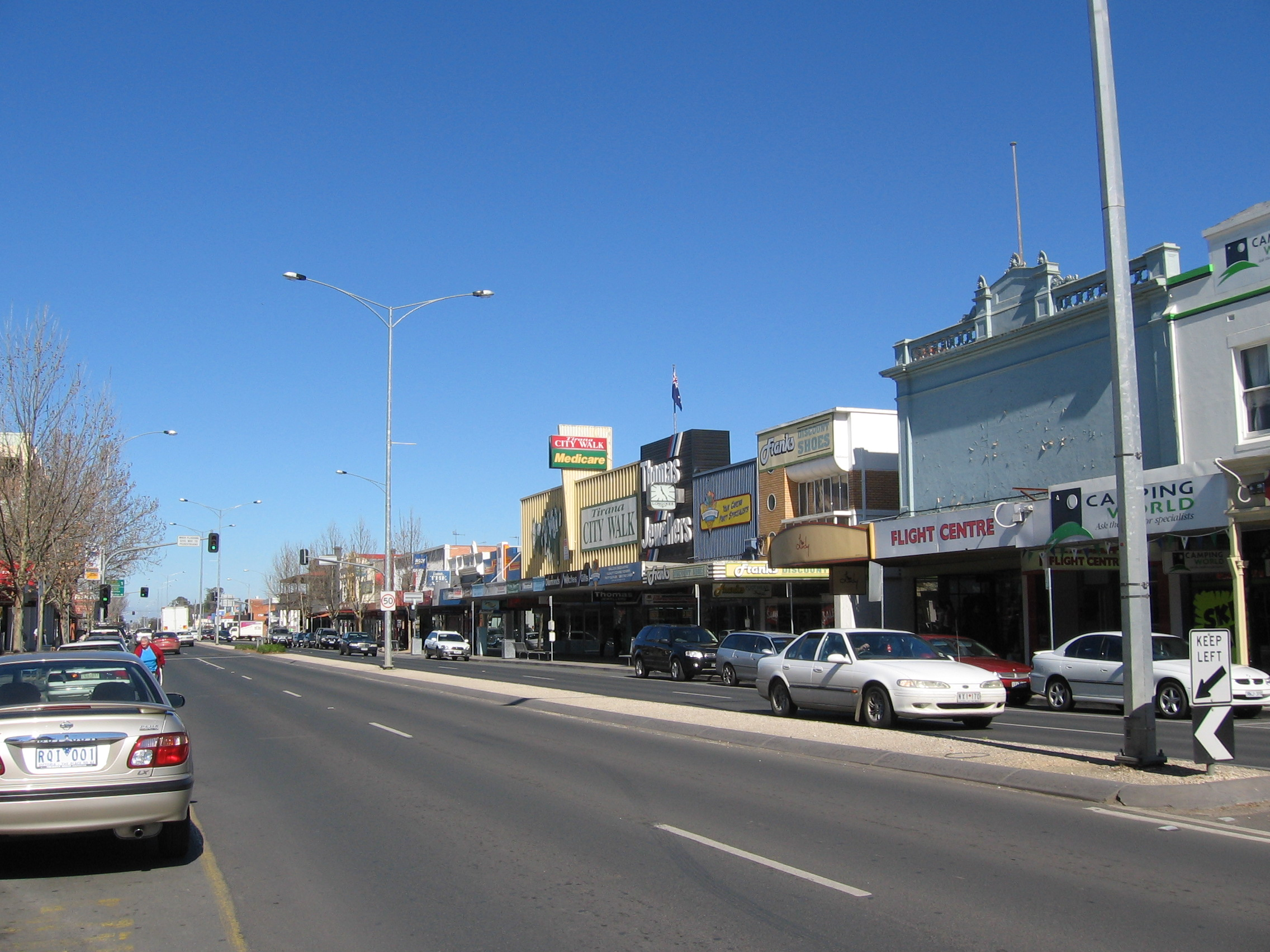
Wyndham Street